# Ceva
Ceva [tjéva], romarnas Ceba, en ort och kommun i italienska provinsen Cuneo (Piemonte), vid floden Tanaro. Kommunen hade 5 697 invånare (2018) och gränsar till kommunerna Battifollo, Castellino Tanaro, Lesegno, Mombasiglio, Nucetto, Paroldo, Perlo, Priero, Roascio, Sale delle Langhe, Sale San Giovanni och Scagnello.
Vin- och silkesodling, järntillverkning samt beredning av ett slags högt värderad ost ("rubiola"). Ceva var fordom starkt befäst.